# Adelaida I de Borgonya
Adelaida I de Borgonya, també anomenada Àlix I de Borgonya (1209 - Évian, Savoia 1279) fou la comtessa Palatina de Borgonya entre 1248 i 1279.

## Antecedents familiars
Va néixer vers l'any 1209 sent la cinquena filla dels comtes Otó II de Borgonya i Beatriu II de Borgonya. Era neta per línia paterna de Bertold IV de Merània i la seva esposa Agnès de Rochlitz, i per línia materna d'Otó I de Borgonya i Margarida de Blois.
Adelaida morí el 8 de març de 1279 a la ciutat d'Évian, sent sepultada posteriorment a l'abadia de Cherlieu, situada prop de Besançon.

## Ascensió al tron comtal
A la mort del seu germà Otó III de Borgonya, ocorreguda el 1248, heretà el Comtat de Borgonya, entrant immediatament en conflicte amb el rei Rodolf I d'Alemanya.
El seu ascens al tron comtal comportà la finalització de la línia imperial masculina directa dels comtes Palatins de Borgonya de la Dinastia Hohenstaufen, i el seu casament amb Hug III de Châlon comportà la restauració de la Dinastia Borgonya en aquesta casa, de la qual el seu marit n'era descedent.

## Núpcies i descendents
L'1 de novembre de 1236 es casà amb Hug III de Châlon, fill de Joan I de Châlon i de la seva tercera esposa Mafalda de Borgonya. D'aquesta unió nasqueren:
- Otó IV de Borgonya (1248-1302), comte de Borgonya
- Ug de Borgonya (?-1312), senyor de Montbouson i d'Aspremont
- Esteve de Borgonya(?-1299)
- Rinaldo de Borgonya (?-1322), comte de Montbéliard
- Joan de Borgonya (?-1302), senyor de Montaigu
- Elisabet de Borgonya (?-1275), casada el 1254 amb el comte Hartmann V de Kibourg
- Hipòlita de Borgonya (?-d 1283), casada el 1270 amb Aimar IV de Poitier
- Guia de Borgonya (?-1316), casada el 1274 amb Tomàs III del Piemont
- Agnès de Borgonya, casada el 1259 amb Felip II de Viena
- Enric de Borgonya
- Àlix de Borgonya, religiosa
- Margarida de Borgonya, religiosa

L'11 de juliol de 1267 es casà, en segones núpcies, amb el comte Felip I de Savoia. D'aquesta unió, però, no tingueren fills.